# Liga dos Campeões da CONCACAF de 2011-2012 (fase de grupos)
A Fase de Grupos da Liga dos Campeões da CONCACAF de 2011-12 será disputada de agosto a outubro de 2011. As rodadas são nas datas de 16-18 de agosto, 23-25 de agosto, 13-15 de setembro, 20-22 de setembro, 27-29 de setembro e 18-20 de outubro de 2011.
Um total de 16 equipes vão competir, que incluem oito eliminatórias automáticas e oito vencedores da fase preliminar. As equipes foram divididas em quatro grupos de quatro, onde cada equipe jogará entre si, em casa e outro fora. Se dois times estiverem empatados em pontos, os seguintes critérios de desempate serão aplicados, na ordem, para determinar a classificação das equipes:
1. Maior número de pontos ganhos nos jogos entre as equipes em questão;
2. Maior saldo de gols nos jogos entre as equipes em questão;
3. Maior número de gols marcados fora de casa nas partidas entre as equipes em questão;
4. Reaplicar os três primeiros critérios, se duas ou mais equipes ainda estão empatados;
5. Maior saldo de gols em todas as partidas do grupo;
6. Maior número de gols marcados em partidas do grupo;
7. Maior número de gols marcados fora em todas as partidas do grupo;
8. Sorteio.

As duas melhores equipes de cada grupo avançarão para a Fase Final.

## Grupos
A programação das duas primeiras rodadas foi lançada em 28 de julho de 2011, pela CONCACAF.  O restante da programação foi anunciada em 09 de agosto de 2011, após a conclusão da Rodada Preliminar.

Todos os horários são do fuso UTC-4
| Classificados para a Fase Final |
| Eliminados                      |

### Grupo A
| Equipe             | PG | PJ | V | E | D | GF | GC | SG |
| ------------------ | -- | -- | - | - | - | -- | -- | -- |
| Los Angeles Galaxy | 0  | 0  | 0 | 0 | 0 | 0  | 0  | 0  |
| Alajuelense        | 0  | 0  | 0 | 0 | 0 | 0  | 0  | 0  |
| Morelia            | 0  | 0  | 0 | 0 | 0 | 0  | 0  | 0  |
| Motagua            | 0  | 0  | 0 | 0 | 0 | 0  | 0  | 0  |

| 16 de agosto de 2011 | Los Angeles Galaxy |           | Motagua | The Home Depot Center, Carson  |
| 22:00                |                    | Relatório |         | Árbitro: SUR Enrico Wijngaarde |

| 16 de agosto de 2011 | Alajuelense |           | Morelia | Estadio Alejandro Morera Soto, Alajuela |
| 22:00                |             | Relatório |         | Árbitro: PAN Roberto Moreno             |

| 25 de agosto de 2011 | Los Angeles Galaxy |           | Alajuelense | The Home Depot Center, Carson |
| 22:00                |                    | Relatório |             |                               |

| 25 de agosto de 2011 | Morelia |           | Motagua | Estadio Morelos, Morelia |
| 22:00                |         | Relatório |         |                          |

| 13 de setembro de 2011 | Morelia |           | Los Angeles Galaxy | Estadio Morelos, Morelia |
| 20:00                  |         | Relatório |                    |                          |

| 15 de setembro de 2011 | Motagua |           | Alajuelense | Estádio Tiburcio Carías Andino, Tegucigalpa |
| 22:00                  |         | Relatório |             |                                             |

| 21 de setembro de 2011 | Alajuelense |           | Los Angeles Galaxy | Estadio Alejandro Morera Soto, Alajuela |
| 22:00                  |             | Relatório |                    |                                         |

| 22 de setembro de 2011 | Motagua |           | Morelia | Estádio Tiburcio Carías Andino, Tegucigalpa |
| 22:00                  |         | Relatório |         |                                             |

| 28 de setembro de 2011 | Los Angeles Galaxy |           | Morelia | The Home Depot Center, Carson |
| 22:00                  |                    | Relatório |         |                               |

| 29 de setembro de 2011 | Alajuelense |           | Motagua | Estadio Alejandro Morera Soto, Alajuela |
| 22:00                  |             | Relatório |         |                                         |

| 18 de outubro de 2011 | Morelia |           | Alajuelense | Estadio Morelos, Morelia |
| 20:00                 |         | Relatório |             |                          |

| 20 de outubro de 2011 | Motagua |           | Los Angeles Galaxy | Estádio Tiburcio Carías Andino, Tegucigalpa |
| 22:00                 |         | Relatório |                    |                                             |

### Grupo B
| Equipe          | PG | PJ | V | E | D | GF | GC | SG |
| --------------- | -- | -- | - | - | - | -- | -- | -- |
| Colorado Rapids | 0  | 0  | 0 | 0 | 0 | 0  | 0  | 0  |
| Real España     | 0  | 0  | 0 | 0 | 0 | 0  | 0  | 0  |
| Santos Laguna   | 0  | 0  | 0 | 0 | 0 | 0  | 0  | 0  |
| Isidro Metapán  | 0  | 0  | 0 | 0 | 0 | 0  | 0  | 0  |

| 16 de agosto de 2011 | Santos Laguna |           | Real España | Estadio Corona, Torreón     |
| 20:00                |               | Relatório |             | Árbitro: CRC Wálter Quesada |

| 17 de agosto de 2011 | Colorado Rapids |           | Isidro Metapán | Dick's Sporting Goods Park, Commerce City |
| 22:00                |                 | Relatório |                | Árbitro: BRB Trevor Taylor                |

| 23 de agosto de 2011 | Real España |           | Colorado Rapids | Estadio Francisco Morazán, San Pedro Sula |
| 22:00                |             | Relatório |                 |                                           |

| 24 de agosto de 2011 | Isidro Metapán |           | Santos Laguna | Estadio Jorge Calero Suárez, Metapán |
| 22:00                |                | Relatório |               |                                      |

| 13 de setembro de 2011 | Real España |           | Isidro Metapán | Estadio Francisco Morazán, San Pedro Sula |
| 22:00                  |             | Relatório |                |                                           |

| 13 de setembro de 2011 | Colorado Rapids |           | Santos Laguna | Dick's Sporting Goods Park, Commerce City |
| 22:00                  |                 | Relatório |               |                                           |

| 21 de setembro de 2011 | Colorado Rapids |           | Real España | Dick's Sporting Goods Park, Commerce City |
| 22:00                  |                 | Relatório |             |                                           |

| 22 de setembro de 2011 | Santos Laguna |           | Isidro Metapán | Estadio Corona, Torreón |
| 20:00                  |               | Relatório |                |                         |

| 28 de setembro de 2011 | Real España |           | Santos Laguna | Estadio Francisco Morazán, San Pedro Sula |
| 20:00                  |             | Relatório |               |                                           |

| 28 de setembro de 2011 | Isidro Metapán |           | Colorado Rapids | Estadio Jorge Calero Suárez, Metapán |
| 22:00                  |                | Relatório |                 |                                      |

| 19 de outubro de 2011 | Santos Laguna |           | Colorado Rapids | Estadio Corona, Torreón |
| 20:00                 |               | Relatório |                 |                         |

| 20 de outubro de 2011 | Isidro Metapán |           | Real España | Estadio Jorge Calero Suárez, Metapán |
| 20:00                 |                | Relatório |             |                                      |

### Grupo C
| Equipe     | PG | PJ | V | E | D | GF | GC | SG |
| ---------- | -- | -- | - | - | - | -- | -- | -- |
| UNAM       | 0  | 0  | 0 | 0 | 0 | 0  | 0  | 0  |
| Tauro      | 0  | 0  | 0 | 0 | 0 | 0  | 0  | 0  |
| FC Dallas  | 0  | 0  | 0 | 0 | 0 | 0  | 0  | 0  |
| Toronto FC | 0  | 0  | 0 | 0 | 0 | 0  | 0  | 0  |

| 17 de agosto de 2011 | UNAM |           | FC Dallas | Estadio Olímpico Universitario, Cidade do México |
| 22:00                |      | Relatório |           | Árbitro: HON José Gaspar Molina                  |

| 18 de agosto de 2011 | Tauro |           | Toronto FC | Estadio Rommel Fernández, Panamá |
| 20:00                |       | Relatório |            | Árbitro: CUB Marcos Brea         |

| 24 de agosto de 2011 | Toronto FC |           | FC Dallas | BMO Field, Toronto |
| 20:00                |            | Relatório |           |                    |

| 25 de agosto de 2011 | Tauro |           | UNAM | Estadio Rommel Fernández, Panamá |
| 20:00                |       | Relatório |      |                                  |

| 14 de setembro de 2011 | FC Dallas |           | Tauro | Pizza Hut Park, Frisco |
| 20:00                  |           | Relatório |       |                        |

| 14 de setembro de 2011 | UNAM |           | Toronto FC | Estadio Olímpico Universitario, Cidade do México |
| 20:00                  |      | Relatório |            |                                                  |

| 20 de setembro de 2011 | Toronto FC |           | Tauro | BMO Field, Toronto |
| 20:00                  |            | Relatório |       |                    |

| 21 de setembro de 2011 | FC Dallas |           | UNAM | Pizza Hut Park, Frisco |
| 20:00                  |           | Relatório |      |                        |

| 27 de setembro de 2011 | Toronto FC |           | UNAM | BMO Field, Toronto |
| 20:00                  |            | Relatório |      |                    |

| 28 de setembro de 2011 | Tauro |           | FC Dallas | Estadio Rommel Fernández, Panamá |
| 20:00                  |       | Relatório |           |                                  |

| 18 de outubro de 2011 | FC Dallas |           | Toronto FC | Pizza Hut Park, Frisco |
| 20:00                 |           | Relatório |            |                        |

| 19 de outubro de 2011 | UNAM |           | Tauro | Estadio Olímpico Universitario, Cidade do México |
| 22:00                 |      | Relatório |       |                                                  |

### Grupo D
| Equipe           | PG | PJ | V | E | D | GF | GC | SG |
| ---------------- | -- | -- | - | - | - | -- | -- | -- |
| Monterrey        | 0  | 0  | 0 | 0 | 0 | 0  | 0  | 0  |
| Comunicaciones   | 0  | 0  | 0 | 0 | 0 | 0  | 0  | 0  |
| Seattle Sounders | 0  | 0  | 0 | 0 | 0 | 0  | 0  | 0  |
| Herediano        | 0  | 0  | 0 | 0 | 0 | 0  | 0  | 0  |

| 16 de agosto de 2011 | Seattle Sounders |           | Comunicaciones | CenturyLink Field, Seattle   |
| 22:00                |                  | Relatório |                | Árbitro: MEX Paul Delgadillo |

| 17 de agosto de 2011 | Herediano |           | Monterrey | Estadio Nacional de Costa Rica, San José |
| 20:00                |           | Relatório |           | Árbitro: ELS Marlon Mejía                |

| 23 de agosto de 2011 | Monterrey |           | Seattle Sounders | Estadio Tecnológico, Monterrey |
| 20:00                |           | Relatório |                  |                                |

| 23 de agosto de 2011 | Comunicaciones |           | Herediano | Estadio Cementos Progreso, Guatemala City |
| 22:00                |                | Relatório |           |                                           |

| 14 de setembro de 2011 | Herediano |           | Seattle Sounders | Estadio Nacional de Costa Rica, San José |
| 22:00                  |           | Relatório |                  |                                          |

| 14 de setembro de 2011 | Comunicaciones |           | Monterrey | Estadio Cementos Progreso, Guatemala City |
| 22:00                  |                | Relatório |           |                                           |

| 20 de setembro de 2011 | Monterrey |           | Comunicaciones | Estadio Tecnológico, Monterrey |
| 20:00                  |           | Relatório |                |                                |

| 20 de setembro de 2011 | Seattle Sounders |           | Herediano | CenturyLink Field, Seattle |
| 22:00                  |                  | Relatório |           |                            |

| 27 de setembro de 2011 | Comunicaciones |           | Seattle Sounders | Estadio Cementos Progreso, Guatemala City |
| 22:00                  |                | Relatório |                  |                                           |

| 27 de setembro de 2011 | Monterrey |           | Herediano | Estadio Tecnológico, Monterrey |
| 22:00                  |           | Relatório |           |                                |

| 18 de outubro de 2011 | Seattle Sounders |           | Monterrey | CenturyLink Field, Seattle |
| 22:00                 |                  | Relatório |           |                            |

| 19 de outubro de 2011 | Herediano |           | Comunicaciones | Estadio Nacional de Costa Rica, San José |
| 22:00                 |           | Relatório |                |                                          |